# Xã Haynes, Michigan
Xã Haynes (tiếng Anh: Haynes Township) là một xã thuộc quận Alcona, tiểu bang Michigan, Hoa Kỳ. Năm 2010, dân số của xã này là 722 người.